# Krčedin

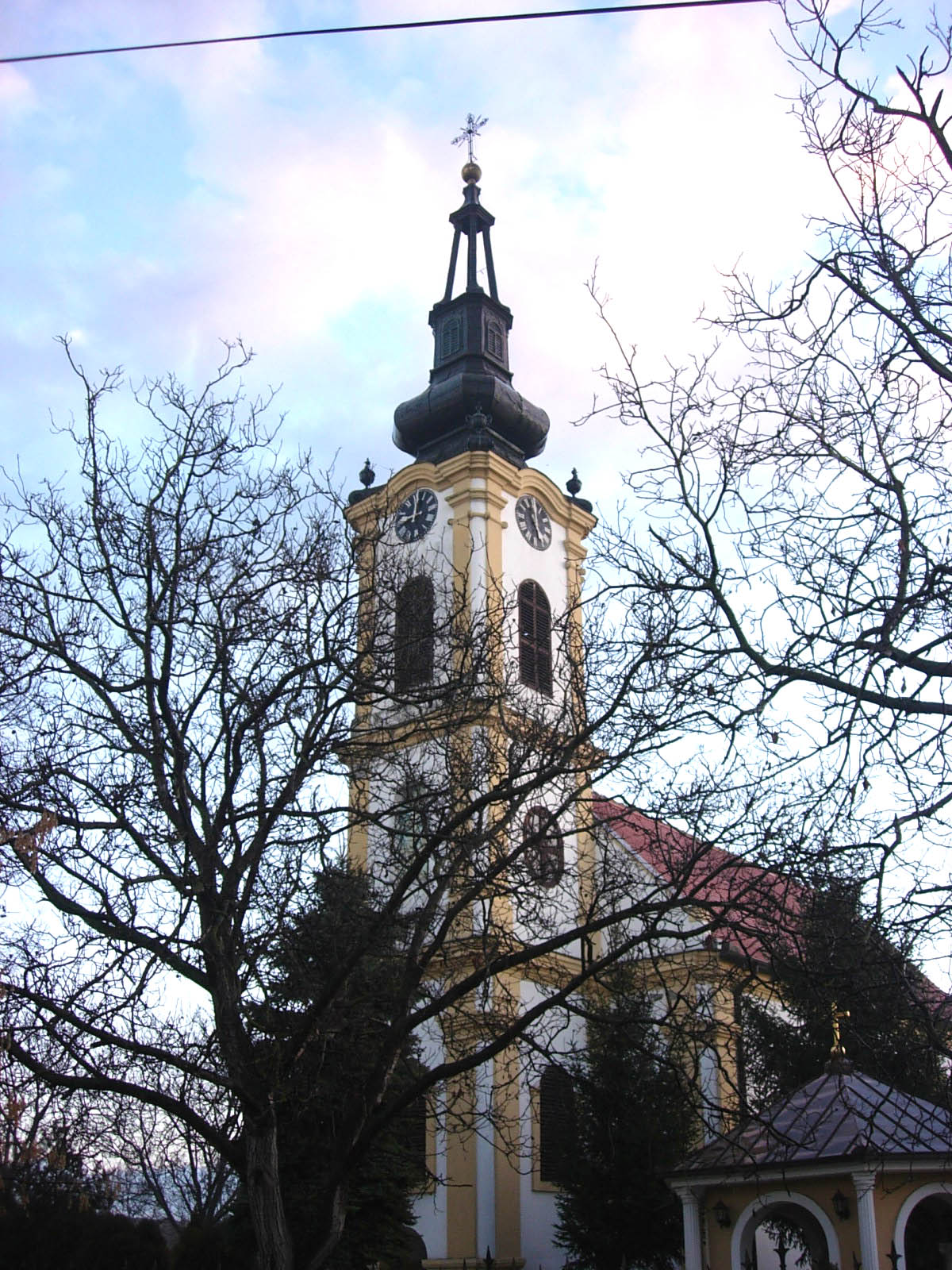
Die Kirche der Überführung der Reliquien des Hl. Nikolaus im Dorfzentrum

Krčedin (serbisch-kyrillisch Крчедин, ungarisch Kercsedin, deutsch Krtschedin) ist ein Dorf im Okrug Srem, Syrmien mit etwa 2.500 Einwohnern. Es gehört zur Opština Inđija. Im Dorfzentrum steht die Serbisch-orthodoxe Kirche der Überführung der Reliquien des Hl. Nikolaus.

## Geographie
Krčedin liegt circa 35 km südöstlich Novi Sads am rechten Ufer der Donau; die Siedlung grenzt nicht direkt an den Fluss. Jedoch überblicken einige Landhäuser außerhalb des eigentlichen Dorfes im nördlichen Teil der Gemarkung den Fluss. Die Patka, eine Tributärin der Donau tangiert den Süden der Siedlung.
Ethnische Serben stellen die Mehrheit in Krčedin, aber es gibt auch eine größere Minderheit von Roma, die konzentriert im Ortsteil Salajka wohnen.
In einem dieser Ferienhäuser fand die Polizei von Novi Sad am 20. März 2003 5,4 kg Heroin des so genannten Zemun-Clans.
Die Wirtschaft ist agrarisch geprägt, wenngleich die Bewohner zunehmend in den umliegenden Städten arbeiten.
Die  Autobahn von Novi Sad nach Belgrad (Europastraße 75), die westlich des Dorfes verläuft, hat eine Ausfahrt für Krčedin und das 3 km entfernte Nachbardorf Beška.

## Demographie
Seit den 1960er Jahren gibt es einen (moderaten) Bevölkerungsschwund.
| Jahr      | 1948  | 1953  | 1961  | 1971  | 1981  | 1991  | 2002  | 2011  |
| --------- | ----- | ----- | ----- | ----- | ----- | ----- | ----- | ----- |
| Einwohner | 2.810 | 2.799 | 3.167 | 3.134 | 2.877 | 2.852 | 2.878 | 2.429 |

## Persönlichkeiten
- Dušan Marković (1906–1974), Fußballspieler